# Slavka Radoševič - Nadja
Slavka Radoševič - Nadja, slovenska aktivistka OF, * 27. oktober 1918, † 3. december 2004.
Od septembra 1941 je delala za tehniko OF. V marcu 1944 je odšla k partizanom, kjer je nadaljevala delo v tehniki. Nazadnje je delala na tehniki 16 za Slovensko Primorje.